# Dinastia Liao
A Dinastia Liao (chinês simplificado: 辽朝; chinês tradicional: 遼朝; pinyin: Liáo cháo) é uma dinastia que governou o Império Chinês do ano 907 até ao ano 1125. Essa dinastia foi fundada pelo clã Yelü.
Convencional: "Liao" + nome excepto Liao Tianzuodi quem usa "Liao" + nome póstumo.

## Imperadores
- Taizu (太祖 Tàizǔ) Shen Tian Huangdi Yelü Abaoji (耶律阿保機 Yēlǜ Ābǎojī) 907-926[2]
  - Shence (神冊 Shéncè) 916-922
  - Tianzan (天贊 Tiānzàn) 922-926
  - Tianxian (天顯 Tiānxiǎn) 926

- Taizong (太宗 Tàizōng) Xiao Wu Huangdi Yelü Deguang (耶律德光 Yēlǜ Déguāng) 926-947[2]
  - Tianxian (天顯 Tiānxiǎn) 927-938
  - Huitong (會同 Huìtóng) 938-947
  - Datong (大同 Dàtóng) 947

- Shizong (世宗 Shìzōng) Tian Shou Huangdi Yelü Ruan (耶律阮 Yēlǜ Ruǎn) 947-951[2]
  - Tianlu (天祿 Tiānlù) 947-951

- - Muzong 穆宗 Mùzōng)  Yelü Jing (耶律璟 Yēlǜ Jǐng) 951-969 Yingli (應曆 Yìnglì) 951-969
  - Jingzong (景宗 Jǐngzōng)  Yelü Xian (耶律賢 Yēlǜ Xián) 969-982 Baoning (保寧 Bǎoníng) 969-979
  - Qianheng (乾亨 Qiánhēng) 979-982

- Shengzong (聖宗 Shèngzōng) Wen Wu Da Xiao Xuan Huangdi Yelü Longxu (耶律隆緒 Yēlǜ Lóngxù) 982-1031[2]
  - Qianheng (乾亨 Qiánhēng) 982
  - Tonghe (統和 Tǒnghé) 983-1012
  - Kaitai (開泰 Kāitài) 1012-1021
  - Taiping (太平 Tàipíng) 1021-1031

- Xingzong (興宗 Xīngzōng) Xiao Zheng Huangdi Yelü Zongzhen (耶律宗真 Yēlǜ Zōngzhēn) 1031-1055[2]
  - Jingfu (景福 Jǐngfú) 1031-1032
  - Chongxi (重熙 Chóngxī) 1032-1054

- Daozong (道宗 Dàozōng)  Yelü Hongji (耶律洪基 Yēlǜ Hóngjī) 1055-1101[2]
  - Qingning (清寧 Qīngníng) 1055-1064
  - Xianyong (咸雍 Xiányōng) 1065-1074
  - Taikang (太康 Tàikāng) o Dakang (大康 Dàkāng) 1075-1084[2]
  - Da'an (大安 Dà'ān) 1085-1094
  - Shouchang (壽昌 Shòuchāng) o Shoulong (壽隆 Shòulóng) 1095-1101[2]

- Tianzuodi (天祚帝 Tiānzuòdì) Yelü Yanxi (耶律延禧 Yēlǜ Yánxǐ) 1101-1125[2]
  - Qiantong (乾統 Qiántǒng) 1101-1110
  - Tianqing (天慶 Tiānqìng) 1111-1120
  - Baoda (保大 Bǎodà) 1121-1125